# John DeLuca
John DeLuca (25 de abril de 1986) é um ator e cantor americano mais conhecido por interpretar Butchy no filme Teen Beach Movie.

## Filmografia

### Filmes
| Ano  | Título               | Papel           | Notas                                            |
| ---- | -------------------- | --------------- | ------------------------------------------------ |
| 2012 | We Made This Movie   | Jeff            | Estréia no cinema                                |
| 2012 | Hemingway            | Colin Hemingway | Papel principal                                  |
| 2013 | Teen Beach Movie     | Butchy          | Papel principal; Filmes Originais Disney Channel |
| 2013 | It Remains           |                 |                                                  |
| 2014 | Staten Island Summer | Anthony         |                                                  |
| 2015 | Teen Beach Movie 2   | Butchy          | Filmes Originais Disney Channel                  |
| 2016 | Chalk It Up          | Chet            | Papel Principal                                  |

### Televisão
| Ano  | Título                                   | Papel                | Notas                                                                           |
| ---- | ---------------------------------------- | -------------------- | ------------------------------------------------------------------------------- |
| 2009 | 30 Rock                                  | Lead Singer          | episódio, Cameo                                                                 |
| 2009 | Ugly Betty                               | Kevin                | 1 episódio                                                                      |
| 2011 | Zombies and Cheerleaders                 | Bucky Buchanan       | 1 episódio                                                                      |
| 2011 | Lights Out                               | Brent                | 2 episódio, papel recorrente                                                    |
| 2011 | Wizards of Waverly Place                 | Tommy                | 1 episódio                                                                      |
| 2012 | The Secret Life of the American Teenager | Guy                  | 1 episódio                                                                      |
| 2013 | Jessie                                   | Timmy Finkleberg/McD | 1 episódio, comentários junto com Maia Mitchell, Disney Channel Original Series |
| 2013 | Twisted                                  | Cole Farrell         | 4 episódios, papel recorrente                                                   |
| 2014 | Instant Mom                              | Nick                 | 1 episódio                                                                      |

## Discografia

### Álbuns de trilha sonora
| Título           | Detalhes sobre o álbum                                                       |
| ---------------- | ---------------------------------------------------------------------------- |
| Teen Beach Movie | - Lançado: 16 jul 2013 - Label: Walt Disney - Formatos: CD, digital download |